# 瞿塘峽摩崖石刻

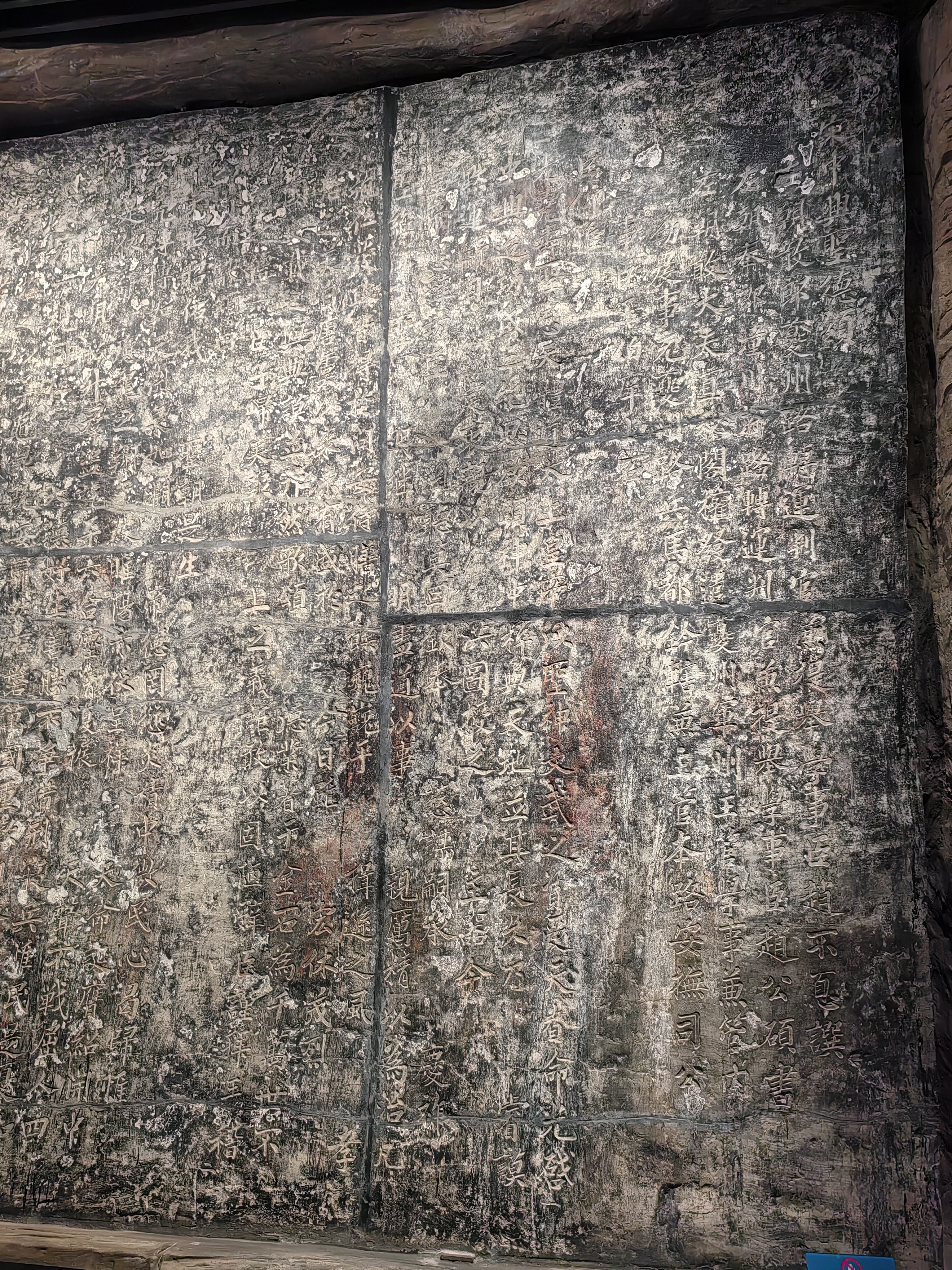
切割搬遷至重庆中国三峡博物馆的南宋皇宋中興聖德頌摩崖石刻

瞿塘峡摩崖石刻位於重慶市奉節縣瞿塘峽南岸白鹽山岩壁，文物遺址年代為南宋-民國，2009年12月15日列為第二批重慶市文物保護單位。2013年3月5日公佈為第七批全國重點文物保護單位。部分被淹沒，部分被切割搬遷。